# Emma Cooke
Pour les articles homonymes, voir Cooke.
Emma C. Cooke, née le 7 septembre 1848 à Fayetteville en Pennsylvanie et morte le 22 janvier 1929 à Washington D.C., est une archère américaine qui a concouru au début du XXe siècle.

## Palmarès
- Jeux olympiques
  -  Médaille d'argent au double national round aux Jeux olympiques d'été de 1904 à Saint-Louis.
  -  Médaille d'argent au double columbia round aux Jeux olympiques d'été de 1904 à Saint-Louis.
  -  Médaille d'argent par équipe aux Jeux olympiques d'été de 1904 à Saint-Louis.